# Maigret et le Voleur paresseux
Maigret et le Voleur paresseux est un roman policier de Georges Simenon publié en 1961. Il fait partie de la série des Maigret. Son écriture s'est déroulée entre les 17 et 23 janvier 1961.

## Résumé
Une nuit, un homme est découvert, le crâne défoncé, au Bois de Boulogne. Le Parquet trouve sur les lieux Maigret que l'inspecteur Fumel, du XVIe arrondissement, a cru bon d'appeler, mais ces messieurs laissent entendre au commissaire qu'il a d'autres tâches à accomplir en un temps où les hold-up se multiplient. 
Vexé mais non découragé, Maigret, qui a cru reconnaître la victime, se fait confirmer par les fiches de l'Identité judiciaire qu'il s'agit d'Honoré Cuendet, un ancien de la Légion étrangère, déjà condamné pour vols ; sa mère habite rue Mouffetard. Intrigué, Maigret va questionner la vieille. Elle ne voyait son fils que de loin en loin et ignore sa fin tragique ; il subvenait à ses besoins. 
Par des recoupements divers, Maigret va s'intéresser à la personnalité de ce Cuendet, un voleur pas comme les autres, circonspect, peu remuant et qui avait pour technique de ne s'introduire que dans des maisons riches, lorsque les occupants s'y trouvaient. 
L'affaire du Bois de Boulogne vient à peine de démarrer qu'un hold-up commis en plein jour dans la rue La Fayette met en branle Maigret et ses limiers. Un des gangsters a été abattu, ses deux complices, qui ont fui avec le produit du vol, sont recherchés activement. L'un d'eux, par l'identification du mort, est repéré et, grâce à une enquête serrée où les souvenirs de Maigret le servent presque autant que son flair, on remonte au cerveau de la bande, en la personne de Fernand, « un ancien » sorti de prison, qui s'est réfugié dans une villa de Corbeil. Un réseau de filatures se terminera par un coup de filet magistralement synchronisé. 
Cependant Maigret ne s'est pas détourné de l'affaire du Bois de Boulogne. Les recherches de Fumel ont permis de retrouver la chambre d'hôtel où Cuendet a vécu les cinq dernières semaines : c'est de là, selon les dires d'une voisine de palier, qu'il a surveillé les allées et venues d'un immeuble cossu du Marais. Or, le propriétaire de cet hôtel particulier, Stuart Wilton, y a installé sa troisième épouse dont il a divorcé et qui est devenue la maîtresse de son fils. C'est là qu'une nuit Cuendet a pénétré et a été surpris par le fils Wilton : on l'a assommé avec un objet lourd. Pas question d'appeler la police, sans que Stuart Wilton ne soit mis fâcheusement au courant. Alors – et l'enquête l'avait déjà établi – le corps du voleur tué a été transporté. Sur ses vêtements, quelques poils de chat sauvage ont été retrouvés. Et, justement, le fils Wilton, dans sa voiture de grand sport, avait une couverture en chat sauvage, très remarquée et qui a disparu. 
Mais le juge d'instruction reste sceptique. Maigret l'avait prévu ; et d'ailleurs, il s'en fiche: l'important, c'est que la mère de Cuendet soit dorénavant à l'abri du besoin, puisque son fils avait pensé à elle et lui a légué ce qu'il a gagné pendant ses années de cambriolage.

## Aspects particuliers du roman
Une « récréation » de Maigret qui, sans qu’il en soit chargé, se donne le plaisir d’élucider le meurtre d’un mort presque anonyme, en marge d’une enquête qu’il mène tambour battant dans une affaire spectaculaire. Allusions aux nouvelles méthodes en matière de procédure, sous une ironie discrète qui oppose l’expérience des policiers et l’opinion péremptoire des magistrats.

## Fiche signalétique de l'ouvrage

### Cadre spatio-temporel

#### Espace
Paris (quartiers de l’Étoile, de l’Opéra, de Montmartre et du Marais). Corbeil.

#### Temps
Époque contemporaine ; l’enquête se déroule en hiver, entre la fin janvier et début février.

### Les personnages

#### Personnage principal
Honoré Cuendet, Suisse (Vaudois), la victime. Bricoleur qui vit des cambriolages. Célibataire. 50 ans.

#### Autres personnages
- Justine Cuendet, mère d’Honoré Cuendet, Suisse
- Stuart Wilton, riche Anglais, grand ami de la France où il vit habituellement, proche de 70 ans
- Florence Lenoir, ex-épouse de Wilton dont elle continue à porter le nom
- Le fils Wilton, play-boy divorcé, amant de Florence
- Aristide Fumel, inspecteur de police
- Le juge Cajou.

## Éditions
- Prépublication en feuilleton dans le quotidien Le Figaro, n° 5290-5309, du 5 au 27 septembre 1961
- Édition originale : Presses de la Cité, 1961
- Tout Simenon, tome 11, Omnibus, 2003  (ISBN 978-2-258-06052-4)
- Livre de Poche, n° 14642, 2007  (ISBN 978-2-253-14642-1)
- Tout Maigret, tome 7, Omnibus,  2019  (ISBN 978-2-258-15048-5)

## Adaptations
- Sous le titre The Amateurs, téléfilm anglais de Terence Williams avec Rupert Davies, diffusé en 1962.
- Sous le titre Il ladro solitario, téléfilm italien de Mauro Landi avec Gino Cervi, diffusé en 1972.
- Maigret et le voleur paresseux, téléfilm français de Jean-Marie Coldefy avec Jean Richard, diffusé en 1988.

## Source
- Maurice Piron, Michel Lemoine, L'Univers de Simenon, guide des romans et nouvelles (1931-1972) de Georges Simenon, Presses de la Cité, 1983, p. 368-369  (ISBN 978-2-258-01152-6)